# Мирное (Бобровицкий район)
Ми́рное (укр. Мирне) — посёлок, расположенное на территории Бобровицкого района Черниговской области (Украина) на реке Быстрица
Население составляет 644 жителя (2006 год). Плотность населения — 2 367,65 чел/кв.км.
Впервые упоминается в 1934 году.
Посёлок Мирное находится примерно в 5 км к югу от центра города Бобровица. Средняя высота населённого пункта — 141 м над уровнем моря. Посёлок находится в зоне умеренно континентального климата.
Национальный состав представлен преимущественно украинцами, конфессиональный состав — христианами.